# L'Impitoyable Lune de miel !
L'Impitoyable Lune de miel ! (I Married a Strange Person!) est un film d'animation réalisé par Bill Plympton, sorti en 1997.

## Synopsis
Drôle, décapante, sexy. Telle est l'histoire de Grant et Kerry Boyer, un couple de jeunes mariés dont la vie va être bouleversée par la chute, sur le toit de leur maison, d'un couple d'oiseaux en train de s'accoupler. L'une des plus étranges batailles de l'histoire du cinéma, sorte d'Akira avec humour, de « Vile Coyote » avec humains, de Pulp Fiction dessiné.

## Fiche technique
- Titre original : I Married a Strange Person!
- Titre français : L'Impitoyable Lune de miel !
- Réalisation : Bill Plympton
- Scénario : Bill Plympton, P.C. Vey
- Musique : Maureen McElheron
- Durée : 74 minutes
- Genre : animation, comédie
- Date de sortie : 1997

## Distribution

### Voix originales
- Charis Michaelson :  Kerry Boyer
- Tom Larson :  Grant Boyer
- Richard Spore :  Larson P. Giles
- Chris Cooke :  Colonel Ferguson
- Ruth Ray :  La mère de Kerry
- J.B. Adams :  Le père de Kerry
- John A. Russo :  Bud Sweeny
- Jennifer Senko :  Smiley
- John Holderried :  Jackie Jason
- Etta Valeska :  Sex Video Model
- Bill Martone :  Le Présentateur
- Tony Rossi :  Solly Jim

## Commentaires
- Grand Prix au Festival international du film d'animation d'Annecy en 1998.
- Grand Prix au Festival de Los Angeles en 1998.
- Nomination aux Annie Award en 1998.